# Walter Görlitz
Pour les articles homonymes, voir Görlitz (homonymie).
Walter Gorlitz (né le 24 février 1913 à Frauendorf (de), arrondissement de Randow (de) et mort le 4 octobre 1991 à Hambourg) est un écrivain, historien et publiciste allemand.

## Biographie
Le fils d'un médecin étudie au lycée de l'abbaye Sainte-Marie de Stettin. Après avoir obtenu son diplôme d'études secondaires, il étudie la médecine et l'histoire à l'Université de Rostock, où il vit dans la maison des parents de Walter Kempowski en sous-location. À partir de 1936, il travaille comme écrivain indépendant. En 1955, il prend la direction du département de politique culturelle de la rédaction hambourgeoise du journal « Die Welt ». À partir de 1968, il dirige le département d'histoire contemporaine.
Walter Görlitz écrit plusieurs livres sur des sujets historiques, principalement l'histoire militaire. Il publie les successions des maréchaux de la Wehrmacht Friedrich Paulus et Wilhelm Keitel et de l'amiral de la marine impériale, Georg Alexander von Müller.
Görlitz reçoit le prix de la culture de Poméranie (de) en 1984.

## Œuvres (sélection)
- Wächter der Gläubigen. Der arabische Lebenskreis und seine Ärzte. Hamburg 1936
- Mussolini – Sendung und Macht (Geschichte eines Lebens). Leipzig 1939
- Russische Gestalten. Russische Geschichte in Einzelbildern. Hüthig & Co., Heidelberg/Leipzig/Berlin 1940 (Peter der Große, Stenka Rasin, Gregor Potemkin, Alexander Suworow, Michael Bakunin, Fedor Dostojewski, Michael Skobelew, Konstantin Pobjedonoszew, Leo Tolstoi und Grigori Rasputin)
- Der deutsche Generalstab. Geschichte und Gestalt, 1640–1945. Verlag der Frankfurter Hefte, Frankfurt/M. 1950
- Die Junker – Adel und Bauer im deutschen Osten. Geschichtliche Bilanz von 7 Jahrhunderten. Glücksburg 1956
- Adolf Hitler (= Persönlichkeit und Geschichte; Bd. 21/22). Göttingen 1960
- Kleine Geschichte des deutschen Generalstabes. Berlin 1967
- Hannibal : eine politische Biographie. Kohlhammer, Stuttgart 1970
- Model : Strategie der Defensive. Wiesbaden 1975
- Geldgeber der Macht – wie Hitler, Lenin, Mao Tse-tung, Mussolini, Stalin, Tito ihren Aufstieg zur Macht finanzierten. Düsseldorf, Wien 1976
- Die Prussen – die alten Bewohner Ostpreussens. Geschichte, Kultur und Verschmelzung mit den Deutschen. Association patriotique de Prusse-Orientale (Hrsg.), Hamburg 1980
- Model – Der Feldmarschall und sein Endkampf an der Ruhr. Universitas, München 1989,  (ISBN 3-8004-1193-8)
- Geschichte des deutschen Generalstabes von 1650–1945. Augsburg 1997,  (ISBN 3-86047-918-0)